# Liste der Monuments historiques in Caderousse
Die Liste der Monuments historiques in Caderousse führt die Monuments historiques in der französischen Gemeinde Caderousse auf.

## Liste der Bauwerke
| Bezeichnung                                         | Beschreibung | Standort                                                | Kennzeichnung | Schutzstatus | Datum     | Bild           |
| --------------------------------------------------- | ------------ | ------------------------------------------------------- | ------------- | ------------ | --------- | -------------- |
| Kapelle St-Martin                                   |              | avenue des Anciens-Combattants-d’Afrique-du-Nord (Lage) | PA00081989    | Inscrit      | 1932      |                |
| Pfarrkirche St-Michel Kapelle, Kirchturm, Bogengang |              | place de l’Église (Lage)                                | PA00081990    | Classé       | 1905 1946 | weitere Bilder |
| Ringdeich                                           |              | (Lage)                                                  | PA84000028    | Inscrit      | 2001      | weitere Bilder |

## Liste der Objekte
- Monuments historiques (Objekte) in Caderousse in der Base Palissy des französischen Kulturministeriums (französisch)